# 南海サハ4801形客車
南海サハ4801形客車（なんかいサハ4801がたきゃくしゃ）とは、かつて南海電気鉄道に在籍した客車である。

## 概要
1940年（昭和15年）まで行われていた南海鉄道の南紀（紀勢西線）直通列車は1951年（昭和26年）4月に復活した。当初は日本国有鉄道（国鉄）所属客車（オハフ33形など）が南海に乗り入れていたが、これを国鉄の要望もあり南海所属車両に置き換えるための専用客車として、山手線（現阪和線）の買収国有化時に南海が引き上げたサハ3801形3804（旧クタ800形804）の車籍および機器流用名義で、国鉄スハ43形をベースとしたサハ4801形客車が1952年（昭和27年）5月に帝國車輛工業にて1両（サハ4801）のみ製造された。南海としては少しでも豪華な車両と考えたものの、国鉄から3等車相当とすることを求められるなど制約を受けつつも、後述の通り独自色のある車両となった。
車体そのものは基本となった国鉄スハ43形とほぼ同一であるが、屋根上の通風器は左右両側に分割されたガーランド式（吸出し式、7×2個）で中央には2列のランボードが設置され、車体色が当時の南海の電車と同じ緑色となっていた。
また、デッキ上部に白地に赤字で「南海」と社名を表示する当時の国鉄の特別二等車用と同様式の表示灯が備えられていた。車体寸法もスハ43形とは多少異なっており、レール面から通風器までの高さおよび屋根上面までの高さはいずれもスハ43形より195mmないし115mm低い3825mmおよび3750mmある一方で、床面高さはスハ43形より25mm高い1210mmであり、台車中心距離もスハ43系より500mm短い13500mmとなっていた。
また、社線内では常に編成最後尾となるため、緩急車並に標識灯が妻面に埋め込まれているのが特徴であった。後述の通り車掌室機能を備えていることも含め国鉄の客車に準じれば形式記号は「◯ハフ」となるが、南海線内においては電車に牽引される当形式は電車の付随車に用いられる「サハ」が付与された。また、車体の所属表記は「ナンカイスミノエ」（のち「南海スミノエ」）となっていた。
車内は白熱灯が主流の時代だった当初より蛍光灯照明となっており（当初は照明カバーを付けていたがのちに撤去し蛍光管を露出）、内装には淡黄色のアルミデコラ化粧板が使用され、向かい合わせ固定クロスシートの座席はラテックススポンジを用いており、肘掛けも含めてスハ43形とは異なる形状のものであった。また、和歌山市寄り海側の1ボックスは車掌台となっており、車掌弁やブレーキハンドル、配電盤を備えた。これにより定員はスハ43形より4人少ない84人となっていた。
暖房は社線（南海本線）内は牽引する電動車から供給される直流600V電源による電気暖房を、国鉄線内は併結される国鉄客車を介して蒸気機関車あるいは暖房車から供給される蒸気暖房をそれぞれ使用し、この関係で蒸気暖房管に加えて電気暖房のための給電用ジャンパ栓が追加されている。扇風機は1963年に改造で設置されている。
台車は、新造時はサハ3801形から流用された、鉄道省制式の球山形鋼を使用するイコライザー式台車であるTR14形相当のY-16であったが、1963年にキハ5501形・キハ5551形用に準じた軽量構造のウィングバネ式台車であるTR51N形を別途新製して交換を実施している。

## 運用
南海線内では、200馬力級の大出力モーターを搭載するモハ2001形3両に牽引されて特急列車扱いとして走行した。また、国鉄線内では初期は蒸気機関車に牽引されていたため、煙が車内に入らないように機関車の次位となる妻面にカバーを掛けていた。
本形式は1両のみであったため、当初の基本的な運用は、土曜日の黒潮号および日曜日、火曜日、木曜日発の夜行普通列車で難波駅を離れ、日曜日の黒潮号および月曜日、水曜日、金曜日発の夜行普通列車で難波駅に戻ってくるものであり、それ以外の列車の運行や、検査や多客時の増発・増結時には国鉄から客車を借り入れていた。その多くはオハ35系のオハフ33形であったが、スハフ42形や当時最新鋭の10系軽量客車であるナハフ11形が使用されたこともあった。
1959年（昭和34年）に南紀直通用気動車として国鉄キハ55系気動車の同形車キハ5501形・キハ5551形が投入されて以降、本車は南紀直通の主力の座を気動車に譲り、事実上夜行列車（紀勢本線#夜行普通列車を参照）専用となった。ただし新宮発難波行の夜行普通列車は和歌山市駅の発車が始発列車前の4時30分頃であったこともあり1961年には消滅し、昼行の「南紀2号」（国鉄線内準急列車）で南海線内に戻ることとなった。1966年頃以降は難波発の夜行普通列車で新宮駅に5時過ぎに到着した後、直ちに新宮駅6時30分頃発の昼行普通列車で難波駅に戻るという運用になっていた。
1972年（昭和47年）3月15日のダイヤ改正で、戦前の南海鉄道時代からの長い歴史を誇った客車による紀勢線乗り入れ列車の運行を廃止した。最終運行日は3月13日発下り（新宮行11列車→926列車）および折返し14日発上り（難波行123列車→12列車）であった。これに伴い役目を失った本車は、他社に譲渡されることもなく1972年6月10日付で除籍となり、廃車解体された。